# Castillo Špilberk
El castillo Špilberk (en checo: Hrad Špilberk; en alemán: Festung Spielberg) es un antiguo castillo situado en la cima de la colina de Brno, Moravia Meridional, República Checa. Los reyes Premislidas comenzaron su construcción en la primera mitad del siglo XIII y fue completada por el rey Otakar II de Bohemia. De un gran castillo real establecido a mediados del siglo XIII, pasando por ser residencia de los margraves (en español es equivalente al título de marqués) de Moravia mediados del siglo XIV, se convirtió poco a poco en una enorme fortaleza barroca considerada la prisión más dura del Imperio austrohúngaro. Desde el siglo XV el castillo sirvió como fortaleza-prisión hasta convertirse en barracones militares entre 1855 y 1959, y acabar siendo el museo de la ciudad de Brno desde 1960.

## Historia

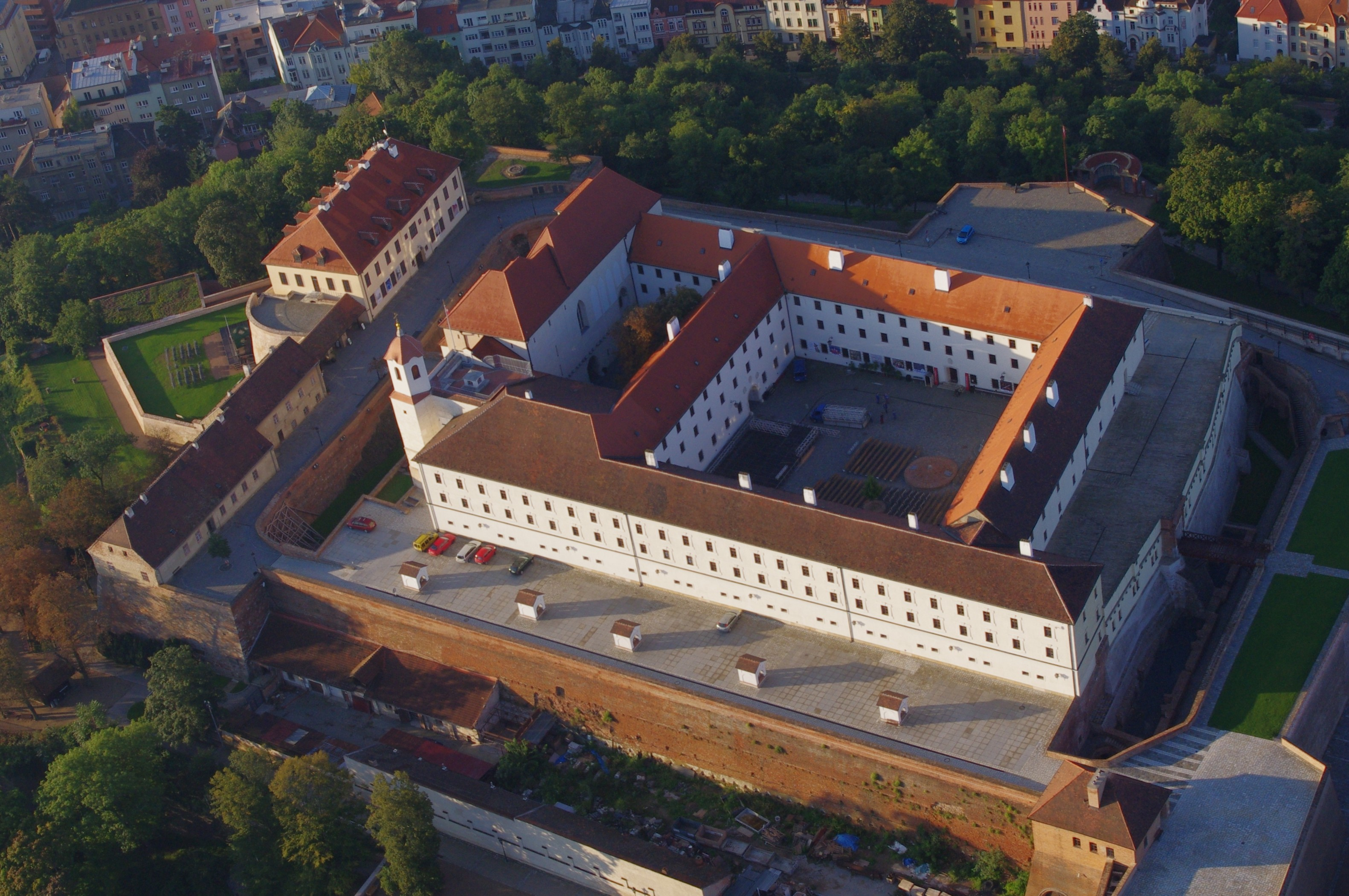
Vista aérea del Castillo

Teniendo en cuenta la importancia del castillo para Moravia, los Estados Moravos lo compraron en el año 1560 e inmediatamente lo revendieron a la ciudad de Brno. Fue propiedad de la ciudad hasta 1621, año en que le fue incautado a la ciudad por su participación en una revuelta contra los habsburgos, de manera que el castillo pasó a ser nuevamente propiedad de los Estados. En 1620, tras la derrota el 8 de noviembre en la Batalla de la Montaña Blanca, los líderes moravos de la insurrección anti-Habsburgo fueron encarcelados en Špilberk por varios años. 
Las fortificaciones de Špilberk mostraron su mayor capacidad defensiva al resistir, junto a la ciudad, los asaltos de los suecos durante la Guerra de los Treinta Años; estas exitosas defensas derivaron en el aumento de las fortificaciones y el fortalecimiento de la función militar de la fortaleza. 
Al mismo tiempo, Špilberk era usado como prisión. Los protestantes fueron los primeros prisioneros obligados a permanecer aquí, seguidos años más tarde por participantes en las revoluciones de 1848-1849; sin embargo criminales, ladrones y pequeños delincuentes también estuvieron encerrados en la fortaleza. El barón y soldado austríaco Franz von der Trenck, una de las personalidades más controvertidas de su época, fue también encerrado y murió en este mismo lugar el 4 de octubre de 1749. Más tarde fue también hecho prisionero, aparte de otros conocidos revolucionarios franceses capturados durante las guerras con Francia, Jean-Baptiste Drouet, el famoso ex maestro de postas de Sainte-Menehould que arrestó al Rey Luis XVI de Francia. Otro grupo notorio de prisioneros fueron quince jacobinos húngaros liderados por el escritor Ferenc Kazinczy.
Un cuarto de siglo después, desde 1822, en las celdas construidas en el ala norte de la fortaleza para "prisioneros de Estado" fueron ocupadas por patriotas italianos conocidos como los Carbonarios, que habían luchado por la unificación, libertad e independencia de su país. El poeta Silvio Pellico, que estuvo encerrado 8 años aquí, hizo a la prisión Špilberk famosa en toda Europa con su libro "Le mie prigioni" (Mis prisiones).
El último gran grupo de prisioneros políticos "nacionalistas" en Špilberk fueron 200 revolucionarios polacos, participantes en su mayoría en el levantamiento de Cracovia en 1846. Tras eso, el emperador austríaco Francisco José I suprimió la cárcel en 1855, y tras la liberación de los últimos prisioneros tres años después, el complejo fue convertido en barracones militares.
Špilberk volvió a la consciencia pública como centro de tribulaciones y opresión en dos ocasiones más: en primer lugar durante la Primera Guerra Mundial cuando, junto con prisioneros militares, los civiles en contra del imperio Austro-Húngaro fueron encarcelados aquí; y en segundo lugar, en el primer año de la ocupación nazi de Checoslovaquia. Varios miles de patriotas checos sufrieron en Špilberk en esa época, algunos de los cuales fueron ejecutados. Para la mayoría de ellos, sin embargo, Špilberk fue solo una estación de paso a otras prisiones alemanas y campos de concentración nazis. Entre 1939 y 1941, el ejército alemán y la Gestapo llevaron a cabo una reconstrucción extensiva del castillo para convertirlo en barracones modelo infundidos en el espíritu del historicismo romántico característico de la ideología del Tercer Reich.
El ejército checoslovaco dejó Špilberk en 1959, poniendo punto final a su periodo militar. Al año siguiente, Špilberk se convirtió en el Museo de la Ciudad de Brno.